# Azzon Visconti
Pour les articles homonymes, voir Visconti.
Pour les autres membres de la famille, voir Famille Visconti.
Azzon Visconti (en italien Azzone Visconti) (né le 7 décembre 1302 à Ferrare et mort le 16 août 1339 à Milan) est un noble italien qui fut seigneur général de Milan de 1327 à 1339.

## Biographie
Azzon Visconti était le fils de Galéas Ier et de Béatrice d'Este (1268-1334).
Au mois de mai 1322, son père lui confie le gouvernement, avec l'aide de sa mère Béatrice, de la cité de Plaisance dont il avait été nommé vicaire impérial en 1313 ; en octobre, Azzon et sa mère doivent s'enfuir de la cité en rébellion et se réfugier à Crémone.
Le 23 septembre 1325, il participe à la bataille d'Altopascio où son père Galéas Ier défait les troupes florentines guelfes du général aragonais Raymond Ier de Cardone. Azzon est alors considéré comme un valeureux guerrier et devient le héros de la cause gibeline.
Son père fut démis de ses fonctions à la tête de Milan le 5 juillet 1327. Azzon fit alors son possible pour reconquérir la cité.

Blason familial : d'argent au serpent d'azur ondoyant en pal engloutissant un enfant de carnation

Le 7 janvier 1328, il est présent au couronnement de l'empereur Louis de Bavière et l'année suivante, le 15 janvier 1329, celui-ci le nomme vicaire impérial de Milan en échange d'une forte somme (selon les sources, il s'agirait de 60 000 ou 125 000 florins) qu'il ne régla qu'en partie.
Lorsque l’empereur vint à Milan pour réclamer son dû, Azzon s'allia alors avec le pape.
Le 21 mai 1329, Louis mit le siège devant Milan. Azzon lui envoya alors des mets raffinés pendant que les milanais, du haut des murs de la ville, raillaient l'empereur en le traitant d'ivrogne (ubriacone). Après un mois de cette farce, Louis leva le siège en se contentant de la somme de 12 000 florins et d'une indemnité journalière pour ses soldats. Azzon obtint confirmation de son vicariat de la part de l'empereur, ainsi que l'approbation du pape pour sa résistance à l'empereur.
En 1332, il associa ses oncles Jean et Luchino à son gouvernement, ce qui lui permit de mener une guerre victorieuse contre le roi Jean de Bohême, que le pape Jean XXII et son légat en Lombardie, le cardinal Bertrand du Pouget, escomptaient placer à la tête d'un vaste royaume d'Italie du Nord inféodé au Saint-Siège — sur le modèle du royaume angevin de Naples en somme.
À son retour en Lombardie, il découvrit que des intrigues avait été tramées en son absence. Le 23 novembre 1333, il fit arrêter et enfermer dans les prisons de Monza (dites les Fours), les principaux auteurs de ces conjurations ; seul échappa à cette purge son oncle par alliance, Lodrisio Visconti, le principal organisateur.
Il épousa, le 1er octobre 1333, Catherine de Savoie-Vaud († 1388), fille de Louis II de Savoie, baron de Vaud, mais ils n'eurent pas de descendance.
Cependant, Lodrisio commença à nouer une série d'alliances, pour détrôner son neveu.
Le 21 février 1339, eut lieu la bataille de Parabiago : Azzon, malade de la goutte, resta à Milan avec son oncle Jean et envoya Luchino, à la tête de l'armée milanaise, contre la Compagnie de San Georgio de Lodrisio, composée de mercenaires helvétiques. On raconte que Lucien vainquit grâce à une miraculeuse apparition de saint Ambroise à cheval qui effraya l'armée ennemie. Azzon fit enfermer Lodrisio dans les prisons de San Colombano du Lambro et put se consacrer au gouvernement de Milan, à la tête du triumvirat formé avec ses deux oncles.
Il réussit à rallier à Milan toutes les cités de la région.
Selon une légende, on lui doit les armes des Visconti, le serpent avalant un homme. On raconte qu'il réussit à chasser sans peur une vipère qui s'était introduite dans son heaume. Le fait qu'il ne fut pas mordu fut considéré comme un prodige. Il exploita l'évènement en le rappelant dans ses armes.
Au sommet de sa puissance, Azzon meurt, le 16 août 1339, sans héritier mâle.

## Le mécène

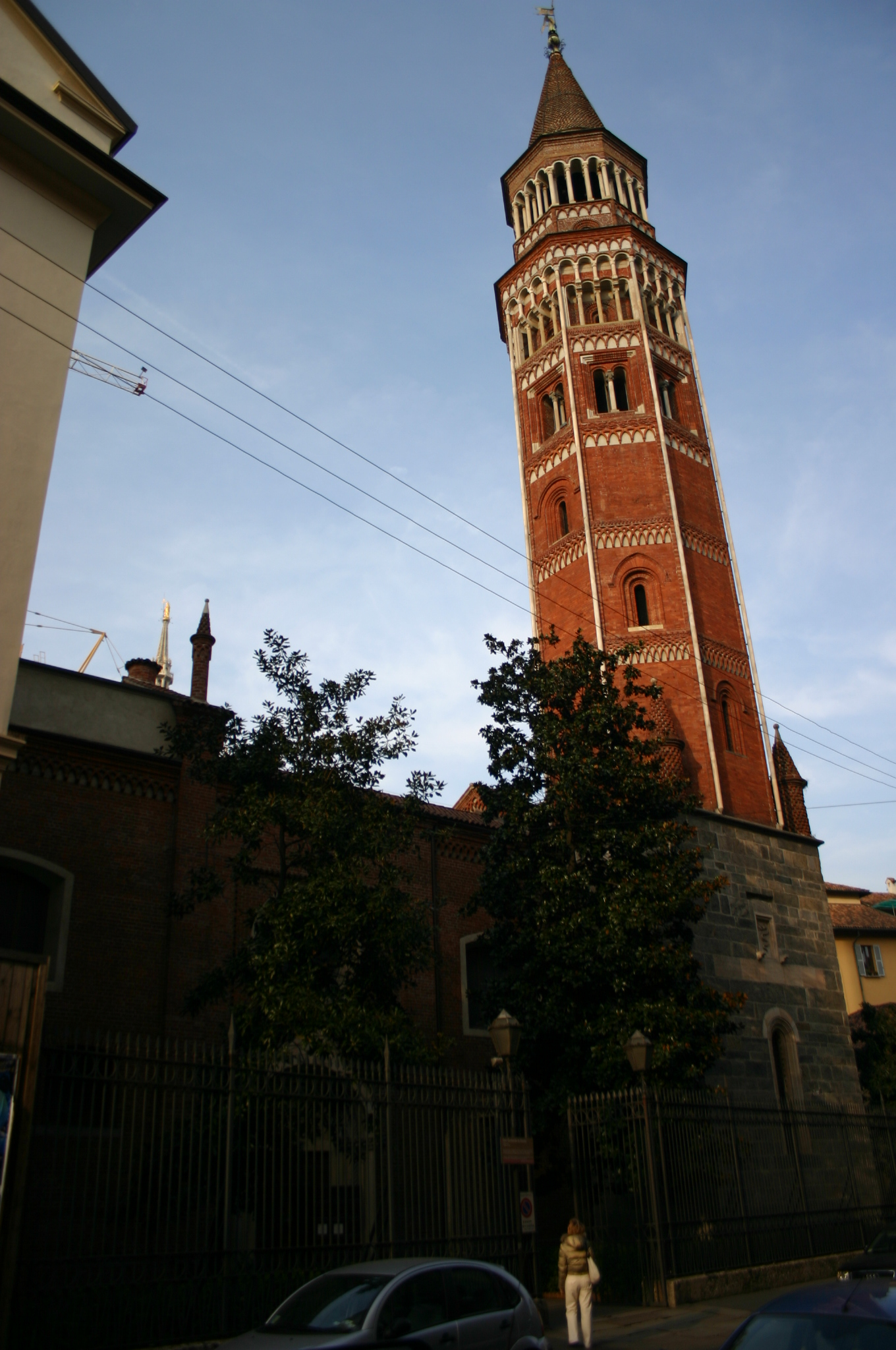
Le campanile de l'église San Gottardo.

Azzon initia le renouveau artistique de Milan. Il restructura le palais du Broletto Vecchio, qui de siège communal devint le palais des Visconti, tandis que le siège de la Commune fut déplacé dans le palais de la Raison (Palazzo della Ragione). Il prit un soin particulier à la réalisation de l'église de San Gottardo, annexe au palais Visconti, dont il ne reste aujourd'hui que le campanile isolé de forme octogonale. Cette église fut réalisée de 1330 à 1336, par l'architecte crémonais Francesco Pecorari (it) qui eut probablement comme référence le projet initial de Giotto pour le clocher de Santa Maria del Fiore à Florence.

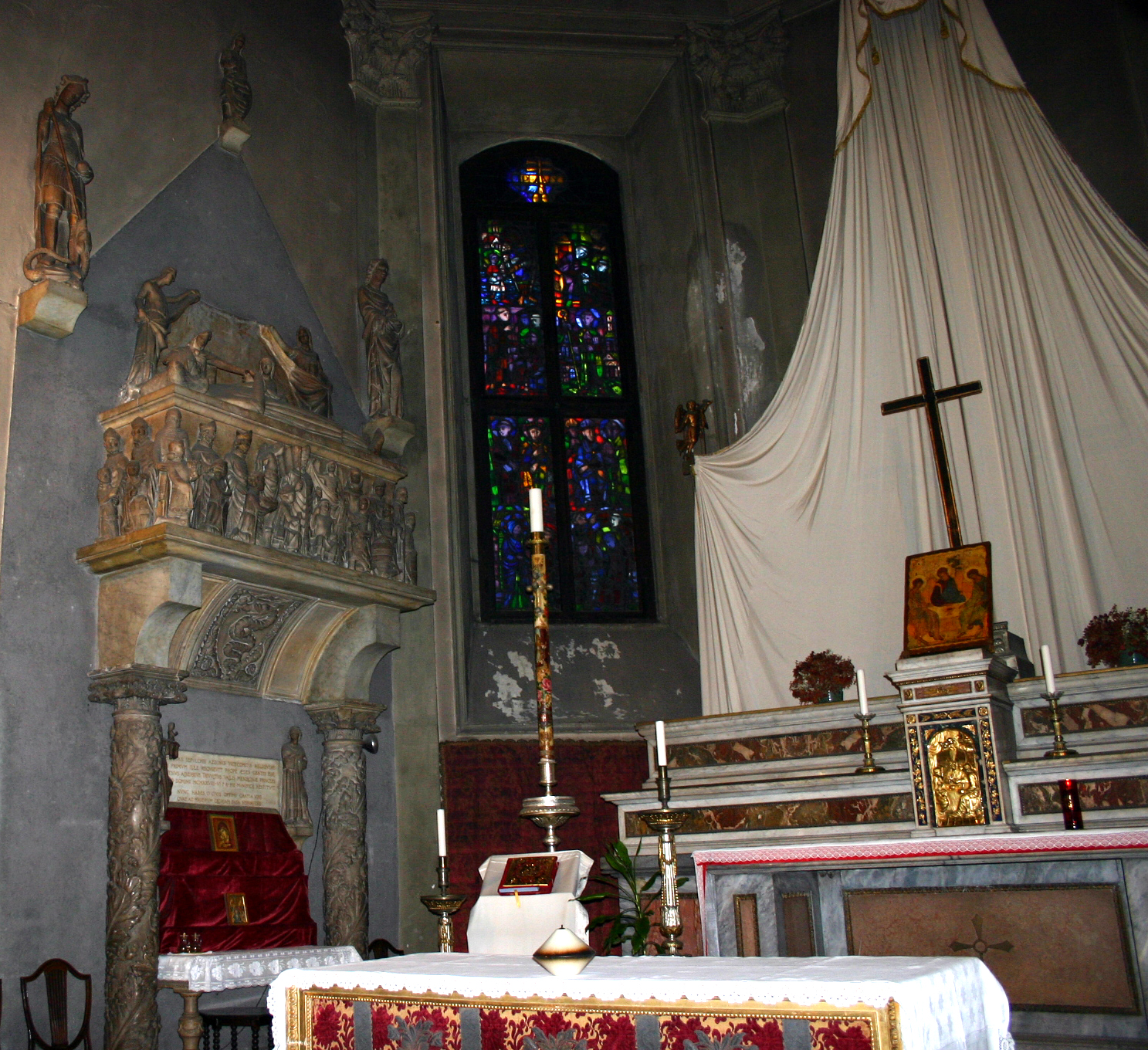
Le sépulcre d'Azzon Visconti dans l'abside de l'église San Gottardo à Milan.

Azzone fit venir de Florence Giotto qui exécuta diverses fresques pour le palais viscontien, aujourd'hui perdues et qui devaient représenter des exploits de protagonistes héroïques de l'histoire, depuis ceux mythiques de l'antiquité (d'Énée par exemple), jusqu'à ceux des Visconti. De ces fresques giottesques, ne reste aujourd'hui que celle de la Crucifixion exécutée par un de ses élèves, initialement apposée sur le côté extérieur de l'église de San Gottardo qui fut, dans les années 1950, déplacée à l'intérieur de l'église en raison de son mauvais état.
Dans l'église, se trouve le monument sépulcral d'Azzon qui fut réalisé par le sculpteur pisan Giovanni di Balduccio qu'il avait invité à sa cour depuis 1330.